# Code encoquillé
Un code encoquillé (en Anglais web shell) est une interface de type shell Web malveillante qui permet un accès et un contrôle à distance à un serveur web en permettant l'exécution de commandes arbitraires.
Par exemple, Supernova.

## Sources
- (en) Cet article est partiellement ou en totalité issu de l’article de Wikipédia en anglais intitulé « Web shell » (voir la liste des auteurs).